# Млинки (Чортківський район)
Млинки́ — село в Україні, у Золотопотіцькій селищній громаді Чортківського району Тернопільської області. Розташоване на річці Бариш, на півдні району.
До 2020 підпорядковане Стінківській сільраді. До Млинків приєднано х. Медведівка, Погоріла і Селище.
Розташоване на березі р. Бариш, за 21 км від м. Бучач. Населення — 299 осіб (2001).

## Історія
12 червня 2020 року, відповідно до Розпорядження Кабінету Міністрів України від № 724-р «Про визначення адміністративних центрів та затвердження територій територіальних громад Тернопільської області», увійшло до складу Золотопотіцької селищної громади.
19 липня 2020 року, в результаті адміністративно-територіальної реформи та ліквідації Бучацького району, село увійшло до складу Чортківського району.

## Політика

### Парламентські вибори, 2019
На позачергових парламентських виборах 2019 року у селі функціонувала окрема виборча дільниця № 610194, розташована у приміщенні клубу.
Результати
- зареєстровано 213 виборців, явка 52,11%, найбільше голосів віддано за «Слугу народу» — 36,70%, за Всеукраїнське об'єднання «Батьківщина» — 13,76%, за «Європейську Солідарність» — 11,93%.[3] В одномандатному окрузі найбільше голосів отримала Алла Стечишин (самовисування) — 23,30%, за Ігоря Сопеля (Слуга народу) — 22,33%, за Миколу Люшняка (самовисування) — 21,36%[4].

## Географія
Через село тече річка Жванець, ліва притока Бариша.

## Соціальна сфера
Діє загальноосвітня школа 1 ступеня.

## Релігія
- церква Зіслання Святого Духа (2007, кам'яна, УГКЦ).

## Галерея

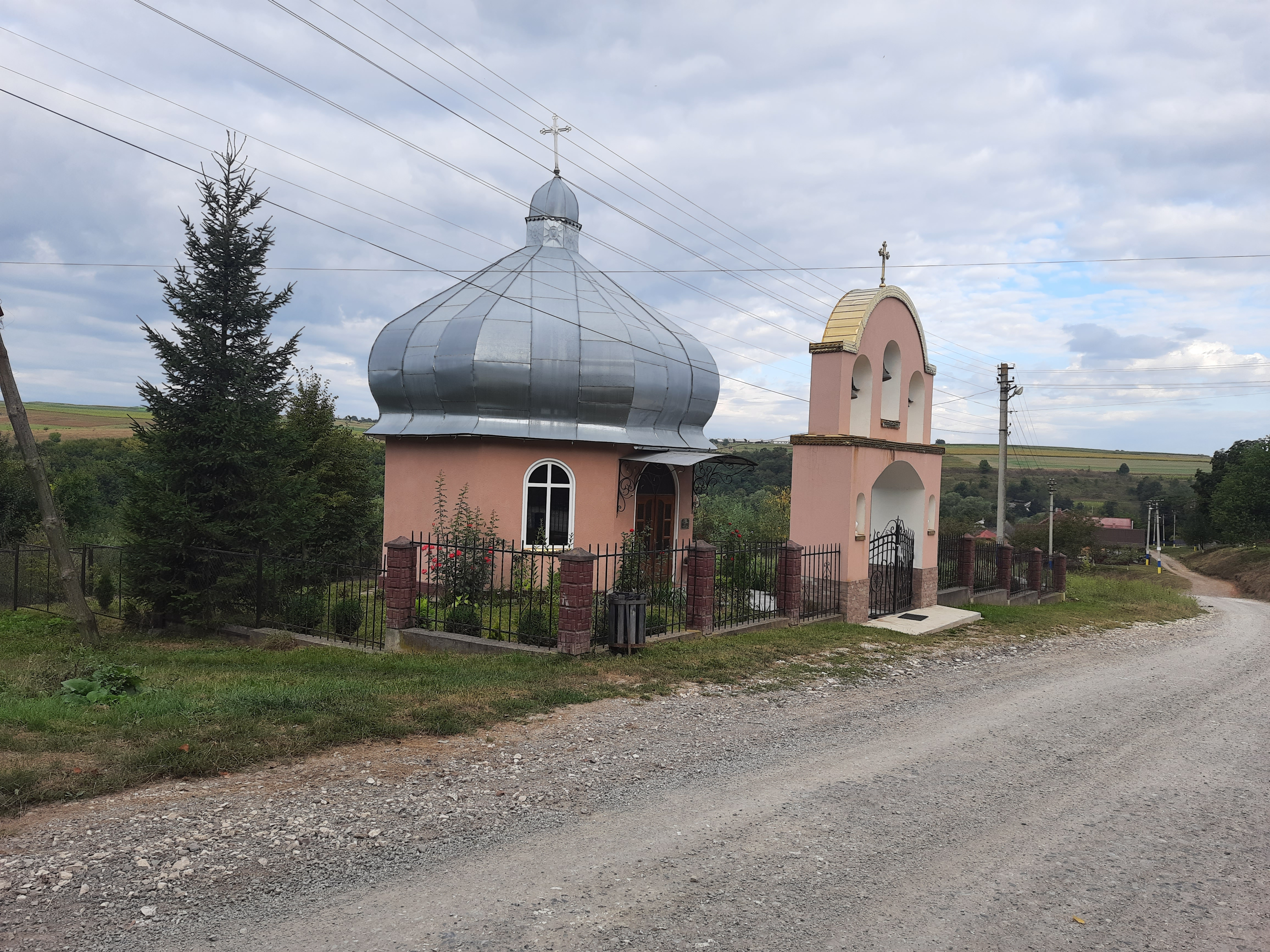
Церква Зіслання Святого Духа
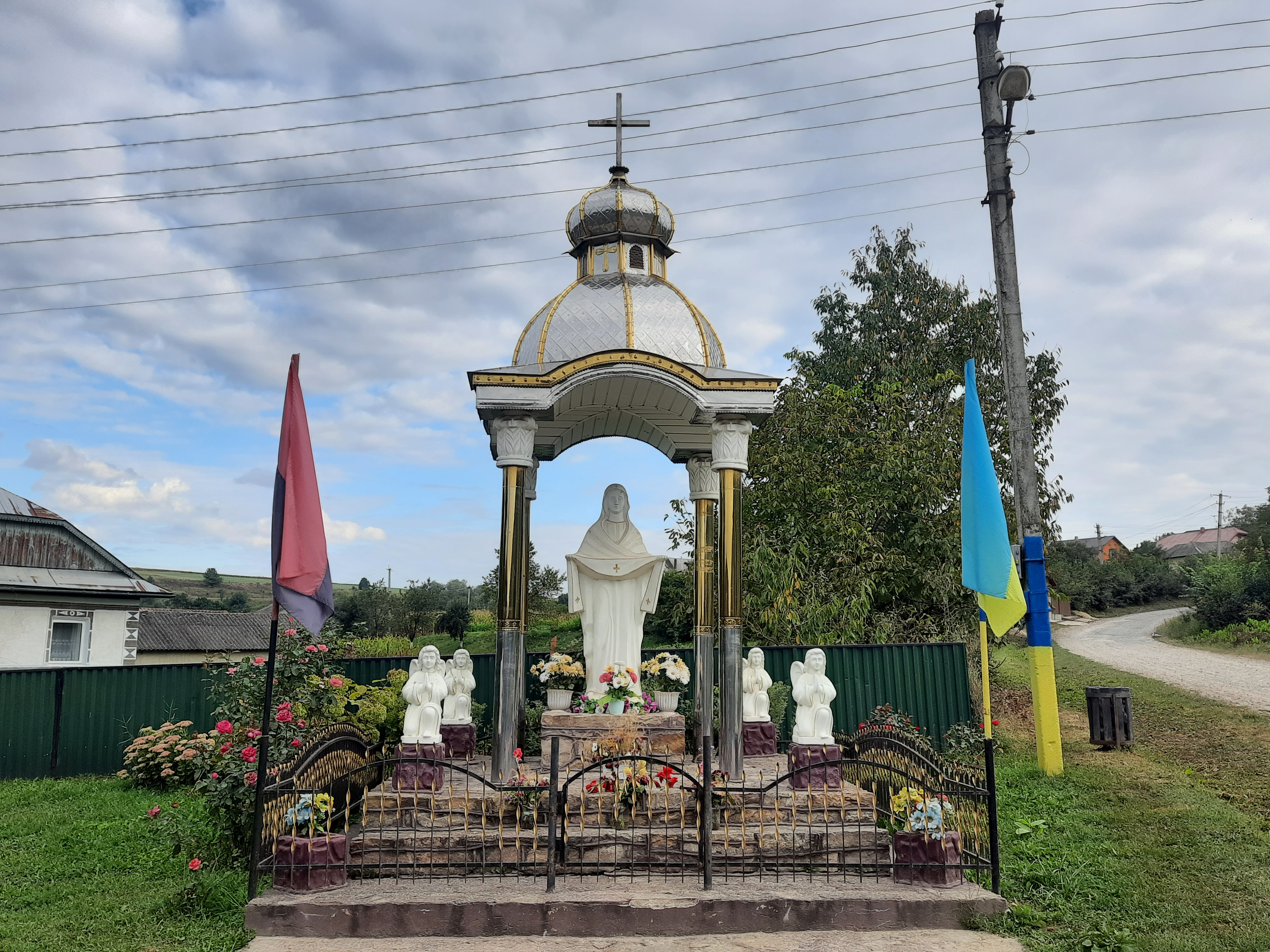
Статуя Божої Матері
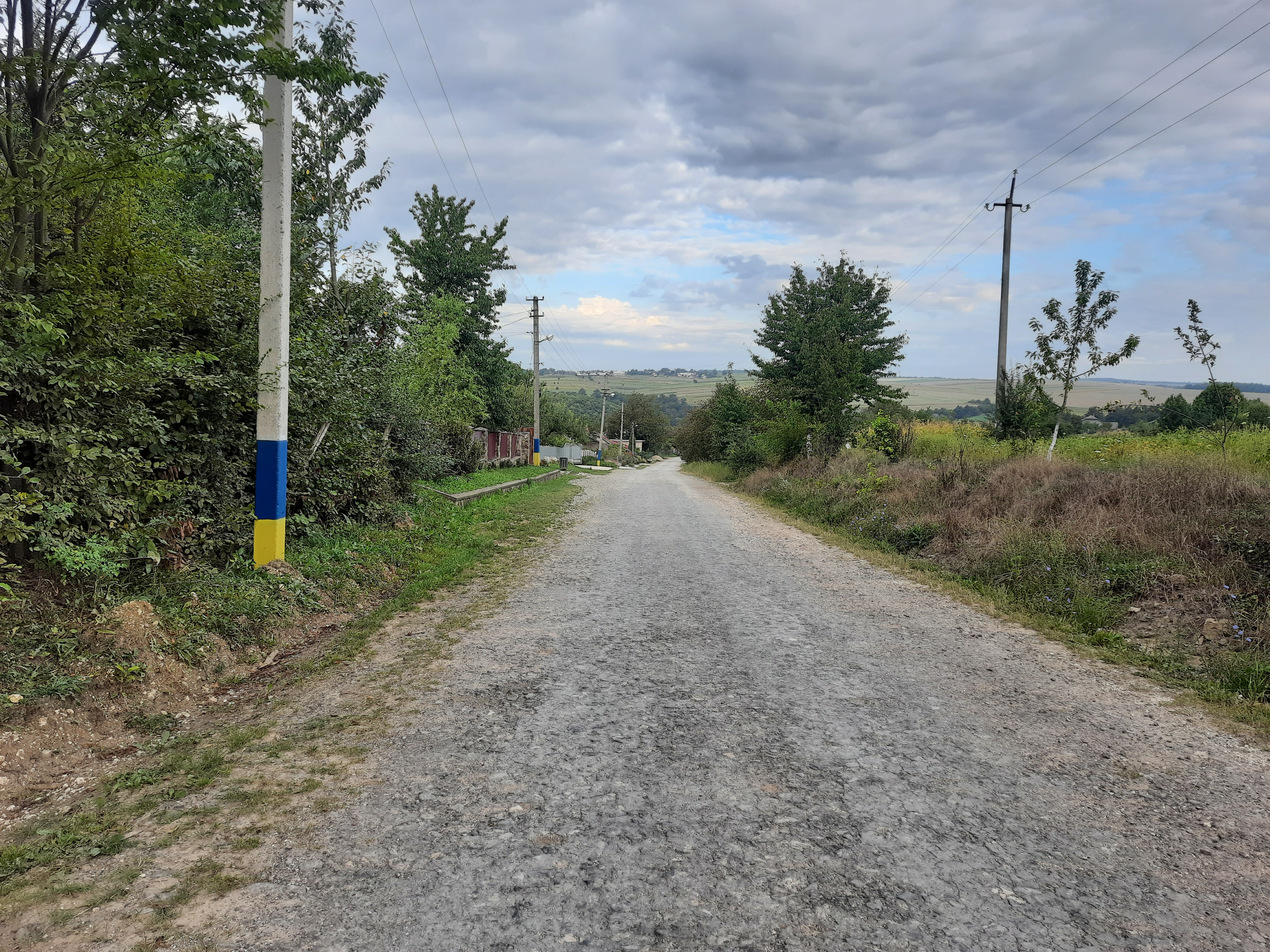
Сільська вулиця
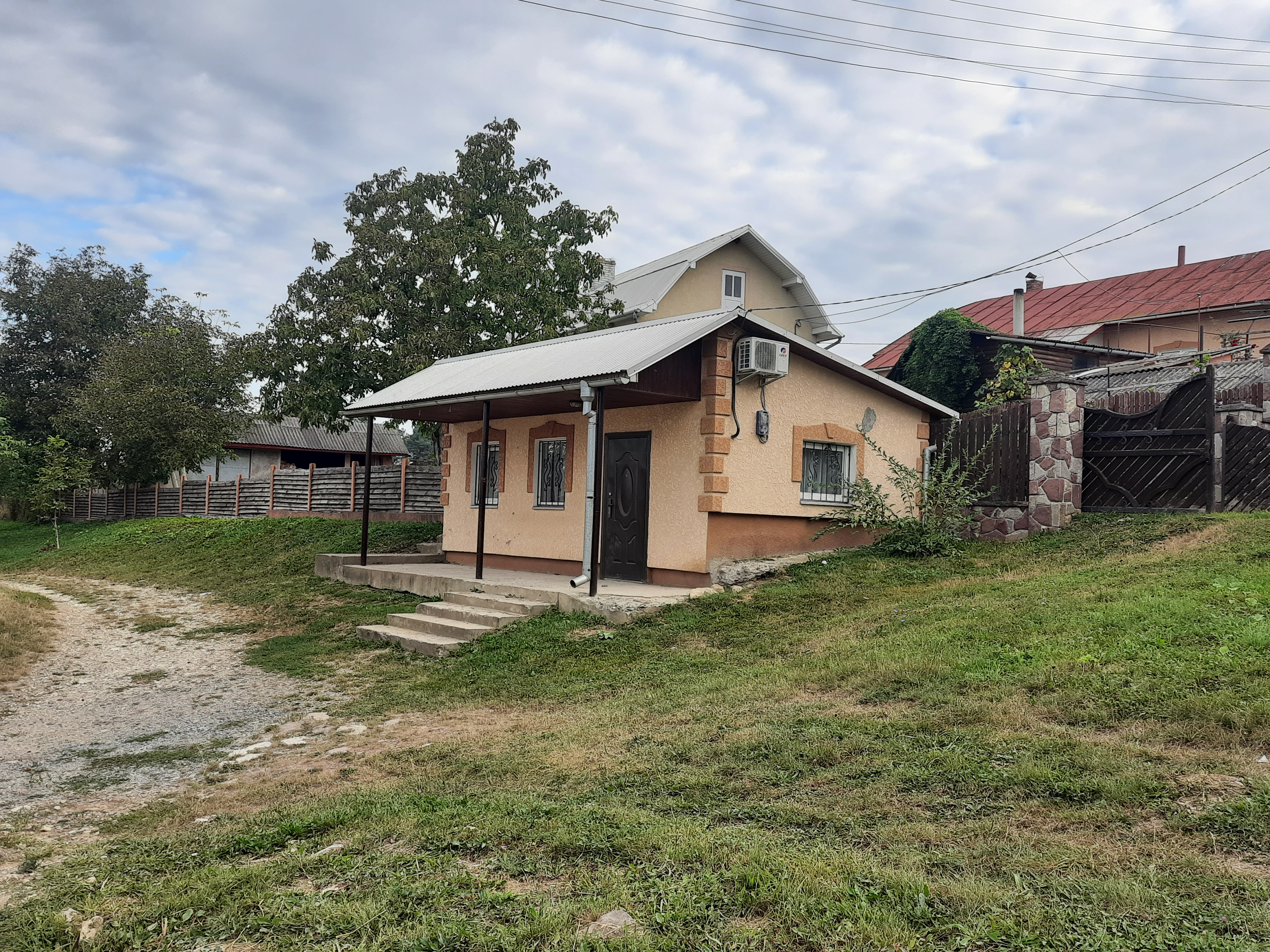
Крамниця
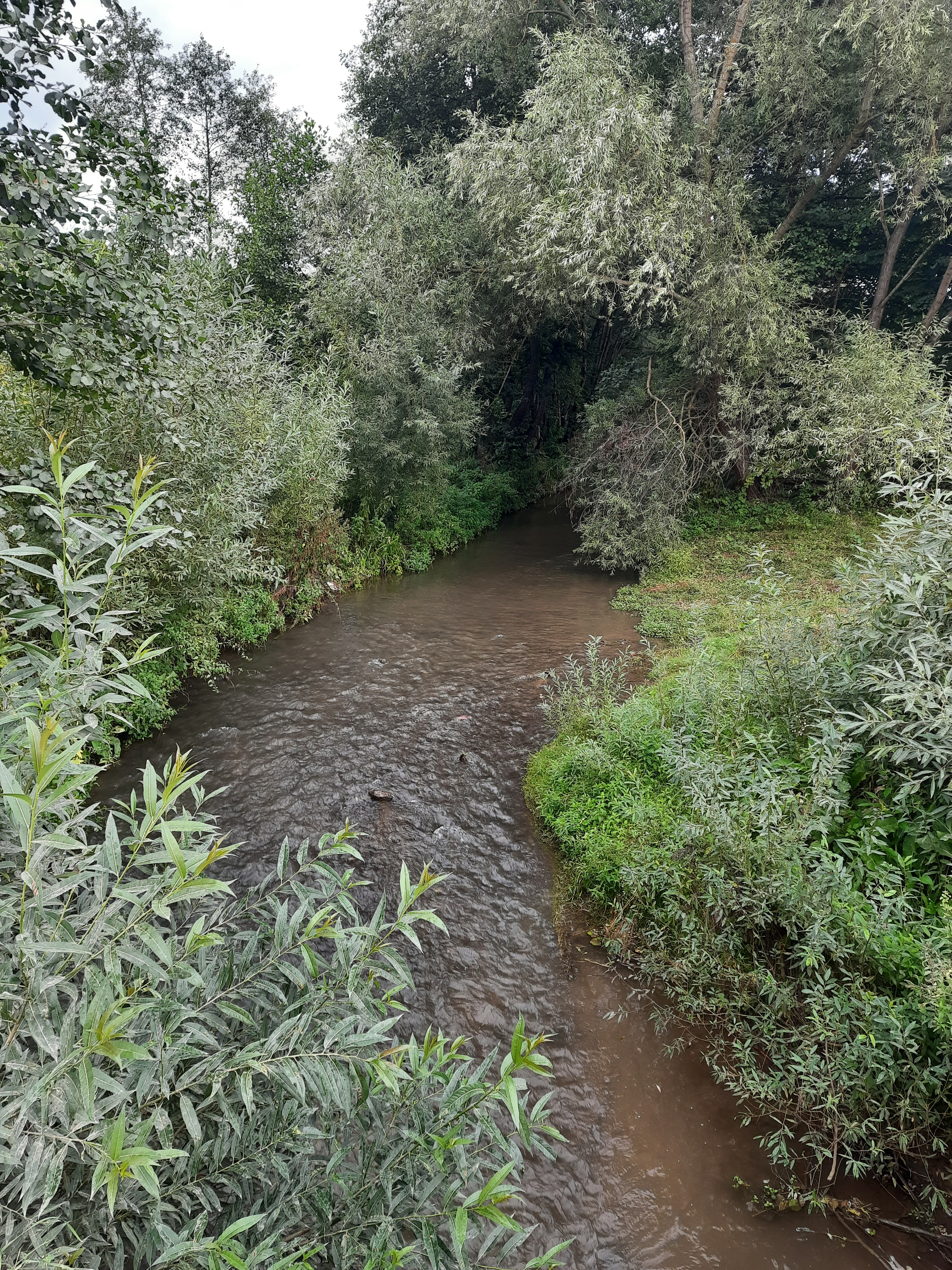
Сільський пейзаж